# Нови Висњич
Нови Висњич (пољ. Nowy Wiśnicz) је град у Пољској у Војводству Малопољском у Повјату бохњенском. Према попису становништва из 2011. у граду је живело 2.754 становника.

## Становништво
Према прелиминарним подацима са пописа, у граду је 2011. живело 2.754 становника.
| 2002. | 2011. | 2012. |
| ----- | ----- | ----- |
| 2.622 | 2.754 | 2.768 |